# Dagmara Nocuń
Dagmara Nocuń (født 2. januar 1996) er en kvindelig polsk håndboldspiller, som spiller for rumænske CS Gloria Bistrița-Năsăud og Polens kvindehåndboldlandshold.
Nocuń startede sin håndboldrække for den polske ligaklub MKS Lublin i 2014, med hvem hun vandt det polske mesterskab i sæsonen 2014/15. I sæsonen 2015/16 blev hun udlejet til ligarivalerne MKS Olimpia-Beskid Nowy Sącz for én sæson. I løbet af sin tid hos MKS Lublin vandt hun den polske pokalturnering og det polske mesterskab flere gange. Hun spillede også europæisk klubhåndbold hver sæson med klubben og vandt i 2018 EHF Challenge Cup. I 2021 flyttede hun til Tyskland for at spille for topklubben TuS Metzingen.
Nocuń repræsenterede Polen under VM i håndbold 2021 i Spanien og VM i håndbold 2023 i Danmark/Norge/Sverige.